# Lichte (Fluss)
Die Lichte ist ein ca. 17 km langer Nebenfluss der Schwarza im Naturpark Thüringer Wald / Thüringer Schiefergebirge.

## Name
Der Name der Lichte steht mh. für lichtaha und heißt so viel wie ‚heller, klarer Fluss‘. Damit war eine Unterscheidung von der schwarzaha (Schwarzwasser) im benachbarten Schwarzatal gegeben. Die „lichta“ wird schon 1386 als Grenzfluss in Urkunden mit noch anderen Markscheidungen wie Lamprechtstal, Schlagebach u. a. genannt. Von diesem Wasser hat der Ort Lichte seinen Namen erhalten. Erst in der zweiten Hälfte des 19. Jahrhunderts hat sich die bis heute gebräuchliche Form Lichte herausgebildet.

## Geographie

### Quelle
Die Lichte entspringt als Kleine Lichte in Neuhaus am Rennweg (Ortsteil Igelshieb) in unmittelbarer Nähe zum Rennsteig, der Wasserscheide zwischen Thüringen und Franken.

### Verlauf und Mündung
Vom Quellgebiet nimmt sie ihren Lauf in nördliche Richtung zunächst als Kleine Lichte durch das gleichnamige Flurstück zur Ortschaft Waschdorf. Dort vereinigt sie sich mit dem Kieselbach (⊙) und folgt nunmehr als Lichte (Fluss) der Waschdorfstraße bis zur Sonneberger Straße. Danach folgt sie dem Lichtetal entlang der Bundesstraße 281 bis Wallendorf und weiter bis Geiersthal.
Am nördlichen Ortsausgang, unterhalb Geiersthal, speist der Fluss die Talsperre Leibis-Lichte (⊙) mit der Vorsperre Deesbach (⊙). Westlich der Gemeinde Unterweißbach mündet die Lichte an der Mankenbachsmühle in die Schwarza.

### Zuflüsse und Seen
Von der Quelle zur Mündung.
- Kleine Lichte, linker Oberlauf
- Kieselbach, rechter Oberlauf, ca. 4 km und ca. 1 km²
- Ascherbach, von links in Neuhaus am Rennweg-Ascherbach, ca. 4 km und ca. 9 km²
- Dorstbach, von links in Ascherbach
- Piesau, von rechts in Neuhaus-Wallendorf, ca. 7 km und ca. 25 km²
- (Bach aus dem Höllthal), von rechts bei Neuhaus-Lamprecht
- Feldbach, von rechts in Neuhaus-Geiersthal
- Geiersbach, von links in Geiersthal
- Fischbach, von links
- Bärenborn, von links
- Durchfließt östlich von Deesbach die Vorsperre Deesbach
- (Bach aus dem Stänkerloch), von rechts in der Vorsperre
- Deesbach, von links in der Vorsperre
- Durchfließt westlich von Meura die Talsperre Leibis-Lichte
- Winkelsbach, von links in der Talsperre östlich von Oberweißbach/Thüringer Wald
- Schlagebach, von rechts in der Talsperre nahe Meura
- Nasse Quelitz, von rechts in Unterweißbach-Quelitz
- Weißbach, von links in Unterweißbach

### Ortschaften
Ortschaften am Lauf mit ihren Zugehörigkeiten. Nur die Namen tiefster Schachtelungsstufe bezeichnen Siedlungsanrainer.
Landkreis Sonneberg
- Stadt Neuhaus am Rennweg
  - Neuhaus am Rennweg (Quellort der Kleinen Lichte)
  - Waschdorf (überwiegend links)
  - Ascherbach (überwiegend links)
  - Hügel (links)
  - Wallendorf
  - Lamprecht (rechts)
  - Geiersthal (mehr links)
  - Massenmühle (links)

Landkreis Saalfeld-Rudolstadt
- Gemeinde Deesbach
  - (keine Besiedlung am Lauf)
- Gemeinde Meura
  - (keine Besiedlung am Lauf)
- Stadt Schwarzatal
  - (keine Besiedlung am Lauf)
- Gemeinde Unterweißbach
  - Quelitz
  - Unterweißbach

## Besonderheit
Die Berghänge der Täler von Lichte und Piesau fallen steil ab und sind oft mehr als 100 m hoch.
Lichte, Piesau und die zahlreichen Zuflüsse aus den umliegenden Seitentälern sind seit Jahrhunderten bekannt für ihre Vorkommen an Goldseife und zählen zu den goldreichsten Flüssen Deutschlands. Hobby Goldsucher sind noch heute gelegentlich erfolgreich.